# Vesnà
Vesnà - Весна (rus) és un possiólok del krai de Krasnodar, a Rússia. Es troba als vessants del Caucas occidental, a la vora nord-oriental de la mar Negra, a 2 km al sud-est de Tuapsé i a 111 km al sud de Krasnodar.
Pertany al poble de Xepsi.